# Morne-à-l’Eau
Morne-à-l’Eau – miasto na Gwadelupie (departament zamorski Francji); 17 900 mieszkańców (2006). Ośrodek przemysłowy.

## Współpraca
- Port-of-Spain, Trynidad i Tobago